# Ipiés
Ipiés – miejscowość w Hiszpanii, w Aragonii, w prowincji Huesca, w comarce Alto Gállego, w gminie Sabiñánigo, 42 km od miasta Huesca.
Według danych INE z 1999 roku miejscowość zamieszkiwały 2 osoby. Wysokość bezwzględna miejscowości jest równa 780 metrów.